# Muottas Muragl
Il rifugio Muottas Muragl si trova a 2456 m s.l.m. in Alta Engadina, nel territorio comunale di Samedan, ed è il punto di partenza di numerose escursioni.

## Accesso
Venendo da Sankt Moritz, si segue la strada che porta a Pontresina, e in meno di 5 km si raggiunge la stazione di Punt Muragl. Da qui parte la ferrovia funicolare che, in dieci minuti, conduce alla stazione a monte del Muottas Muragl, a quota 2450 m.

## Escursioni
Giunti al rifugio, che offre servizio di ristoro e pernottamento tutto l'anno, si possono imboccare diversi sentieri, percorribili sia in estate che in inverno. Caratteristico delle escursioni invernali sulla neve è il sentiero dei filosofi, che attraversa la Val Muragl. Lungo il tragitto lungo circa 7 km si incontrano 10 cippi su ognuno dei quali è riportato un aforisma di un filosofo celebre.